# Ilona Hubay
Nota: A forma nativa deste nome pessoal é Hubay Ilona. Este artigo usa a ordem do nome ocidental ao mencionar indivíduos.
Ilona Hubay (Pécs, 1 de julho de 1902 – Munique, 20 de junho de 1982 foi uma bibliotecária e bibliógrafa húngara, especialista em incunábulos e outros livros impressos, que vivia na Alemanha desde 1960.

## Biografia
Seus pais eram János Hubay (1868-1936), um militar, coronel, e Márta Heller. Ela se formou no ensino médio em Pécs. Em 1926 recebeu o diploma de professora secundária na Universidade Pázmány Péter. Em 1932 foi museóloga assistente na Direção Geral do Museu Nacional Húngaro. Entre 1932 e 1942 trabalhou como assistente diária no Departamento de Coleções de Museus do Museu Nacional Húngaro e na Biblioteca Nacional Széchényi, entre 1942 e 1945 foi bibliotecária, e entre 1945 e 1951 foi bibliotecária-chefe. Entre 1937 e 1938 foi uma estudiosa do Estado italiano em Roma, Florença e Veneza. Em 1939 obteve um doutorado em história da arte pela Universidade de Budapeste. Em 1951 as autoridades comunistas deportaram ela, junto com sua mãe, para uma fazenda perto de Szeged (Csorvás) onde viveu entre 1951 e 1960. Em 1960 fugiu da Hungria estabelecendo-se na Alemanha Ocidental. De 1960 a 1962 foi bibliotecária na Biblioteca Estadual de Coburg. De 1962 a 1976 foi bibliotecária da Biblioteca Estatal da Baviera, sendo encarregada da catalogação bibliográfica de incunábulos (especialmente Würzburg, Augsburg, Neuburg e Eichstätt). Aposentou-se em 1976.

## Trabalho
Trabalhou como bibliotecária na Biblioteca Nacional Széchényi, onde foi responsável pela catalogação da coleção Apponyi. Em 1938, publicou seu volume Missalia Hungarica - Antigos Missais Hungaros (Budapeste, 1938), um tratamento exemplar da história dos missais húngaros do século 15.
Em Munique publicou, em 4 volumes, o Inkunabelkataloge bayerischer Bibliotheken (catálogo de incunábulos em bibliotecas bávaras) (Wiesbaden, 1966, 1968, 1970, 1974). Na década de 1970, vários de seus artigos sobre Gutenberg foram publicados em publicações alemãs.
Ilona Hubay tornou-se conhecida, acima de tudo, através de sua lista de todas as cópias existentes da Bíblia de Gutenberg de 42 linhas: as cópias bem conhecidas da Bíblia de quarenta e duas linhas e seus proprietários (1985), que ela apresentou pela primeira vez em 1979 no volume de comentários sobre a edição fac-símile do exemplar de Berlim. Ela identificou 47 peças e seus donos. Desde a publicação do catálogo Hubay, mais duas cópias foram identificadas na Rússia. Hoje(2024), a lista é continuada e atualizada pelo Incunabula Short Title Catalogue (um projeto supervisionado pela Biblioteca Britânica para criar um catálogo internacional de incunábulos).

## Lista de Obras
- Missalia Hungarica (Budapest,1938)[7]
- Mátyás király törvénykönyve. 5 képpel. (Magyar Könyvszemle, 1939 és külön: Budapest,1939)
- 3Az „Aviso 1609.” (Magyar Könyvszemle, 1940)
- Molnár Gergely Grammatikája, Károli Péter Poétikája és Szilvás-Ujfalvi Imre Admonitiones-e. – Valóban nincsen egykorú adatunk a régi magyar misekönyvek áráról? (Magyar Könyvszemle, 1943)
- hírlapok őskora (Búvár, 1943)
- Kazinczy Ferenc, a könyvbarát (Magyar Könyvszemle, 1946)
- Magyar és magyar vonatkozású röplapok, újságlapok, röpiratok az Országos Széchényi Könyvtárban, 1480-1718 (Budapest, 1948)[8]
- Eine Humanistenhandschaft aus der „Biblioteca Sforzesca” in der Landesbibliothek Coburg. 2 táblával. (Jahrbuch der Coburger Landesstuftung, 1961)
- Zur Geschichte des Gandersheimer Evangeliars. 2 táblával. (Jahrbuch der Coburger Landesstuftung, 1962)
- Die illustrierte Ungarnchronik des Johannes von Turócz. (Gutenberg-Jahrbuch, 1962)
- Die Handschriften der Landesbibliothek Coburg. Monográfia és katalógus. Összeáll. 12 táblával. (Coburg, 1962)
- Incunabula der Universitätsbibliothek Würzburg. Monográfia és katalógus. 4 táblával. (Inkunabelkataloge bayerischer Bibliotheken. I. Wiesbaden, 1966)
- Incunabula Eichstätter Bibliotheken. Monográfia és katalógus. 5 táblával. (Inkunabelkataloge bayerischer Bibliotheken. II. Wiesbaden, 1968)
- Zum historischen Hintergund des Türkenkalendars für 1455. (Gutenberg-Jahrbuch, 1969)
- Inkunabeln in ungarischen Bibliotheken. (Börsenblatt für den deutschen Buchhandel. Frankfurt am Main, 1970)
- Incunabula aus der Staatlichen Bibliothek Neuburg/Donau. – Incunabula in der Benediktinerabtei Ottobeuren. 4 táblával. (Inkunabelkataloge bayerischer Bibliotheken. III. Wiesbaden, 1970)
- Incunabula der Staats- und Stadtbibliothek Augsburg. Wiesbaden: Harrassowitz 1974 (Inkunabelkataloge bayerischer Bibliotheken) ISBN 3-447-01597-7
- Die bekannten Exemplare der zweiundvierzigzeiligen Bibel und ihre Besitzer. In: W. Schmidt and F. A. Schmidt-Künsemüller (Hrsg.) Johannes Gutenbergs zweiundvierzigzeilige Bibel, Faksimile-Ausgabe nach dem Exemplar der Staatsbibliothek preußischer Kulturbesitz Berlin: Kommentarband. München 1979, S. 127–155
- Zwei Gutenberg-Bibeln im Untermaingebiet. 2 táblával. (Aschaffenburger Jahrbuch für Geschichte, Landeskunde und Kunst des Untermaingebietes. 7. Aschaffenburg, 1981)
- Egykorú újságlap Drakula vajdáról (Magyar Könyvszemle, 2002)